# Manijas
Manijas es una banda del género rock y funk formada en el año 2010.

## Historia
Manijas nace en el 2010, Para ese entonces eran ensayos largos 3 o 4 veces por semana entre Hernán, Max y Nicanor, se podía decir que era un trío instrumental, roquero y caótico. 
A los dos meses de encierro surgió la idea de involucrar un cantante y luego de varias pruebas vino a un ensayo un personaje que se hacía llamar "Feller", desde el primer momento se dieron cuenta de que el sureño presente en la sala era el cantante de Manijas y había llegado para quedarse.
Ya en quinteto (Se había sumado también un tecladista que ya no forma parte de la banda) salen a tocar por lugares pequeños del circuito del under porteño y sin tener todavía un repertorio armado surge la posibilidad de grabar y no lo dudan, se meten en el estudio. 
Una vez terminada la grabación, la edición y mezcla se realiza en "Estudio Las Plantas".
Mientras se cocinaba el disco, Manijas tocaba en Makena, Libario, Baruyo, Don Telmo, Marquee, parques, universidades de Capital Federal, etc.
Durante los shows se veía a una banda muy energética con mucha piel con el público y siempre acompañados por Martín Malamud quien era y es el encargado de realizar las proyecciones en vivo y quien realiza los flyers y el arte de los discos.
Para finales del 2011 el disco ya estaba listo (Mastering de Mario Breuer incluido), 10 canciones donde se destacan "Bucarest", "Tomates Cliqueados", "La Escondida" y "La Estampita de Pugliese", es un disco de rock, funk, canciones, estilos variados, bases movedizas, guitarras que vienen y van, texturas muy distintas entre tema y tema, había nacido "MANIJA". 
Todo ese año siguieron tocando cada vez más y la gente se empezaba a preguntar ¿Quiénes eran esos locos que tocan en todos lados y se la pasan pegando calcomanías?
Para el 2012 nace el "Ciclo Manija" realizado en Club V, donde tocaron una vez por semana en el mes de mayo homenajeando en cada show a un artista o banda distinto mezclando, dentro del repertorio propio, canciones del homenajeado.
La gente que no conocía la banda iba porque tocaban temas de artistas que les gustaban y ahí conocieron a los MANIJAS, muchas de esas personas son actuales seguidores de la banda.
También tocaron en la Fiesta Nacional del Fernet para más de mil personas con gran aceptación del público, finalizando el año en Uniclub, en "La fiesta de Fin del Mundo", fecha donde se suman, como músicos estables de la banda, Melisa Iralde en teclados y Fermín Rodríguez en guitarra. 
Para el 2013 siguieron girando por el circuito de la Capital Federal y alrededores y se repitió el "Ciclo homenaje", esta vez con invitados estrellas como Walter Sidotti, Cesar Franov y Claudia Puyó, volviendo a homenajear a Luis Alberto Spinetta, a The Beatles y a Los Redonditos de Ricota (Banda elegida en una encuesta por la gente en las redes sociales).
Hubo dos giras, una al sur (Lugar de nacimiento del cantante y la tecladista) y la otra a Mendoza durante un show del Indio Solari.
También se trabajaron las canciones de otra manera, mucho más arregladas y con más conocimiento de grupo, y en el mes de diciembre entraron a MCL para grabar su segundo disco grabado, producido y masterizado por Mario Breuer.
Finalizan la grabación de su segundo disco "El portal" en el año 2014.
En el año 2015 tienen su primera fecha en La Trastienda, lugar donde ya pasaron grandes bandas de rock.

## Discografía
- Manijas (2011)
- El portal (2014)